# Šušnjevci
Šušnjevci je naseljeno mjesto u Republici Hrvatskoj u sastavu općine Bukovlje u Brodsko-posavskoj županiji.

## Zemljopis
Šušnjevci se nalaze na južnim obroncima Dilja, 10 km sjeverozapadno od Garčina, susjedna naselja su Korduševci na sjeverozapadu, Ježevik na zapadu, Vrhovina na sjeveru te Trnjani na jugu.

## Stanovništvo
Prema popisu stanovništva iz 2011. godine Šušnjevci su imali 258 stanovnika. 
| broj stanovnika | 230   | 224   | 242   | 340   | 343   | 398   | 383   | 391   | 568   | 422   | 352   | 311   | 275   | 239   | 266   | 258   | 207   |
|                 | 1857. | 1869. | 1880. | 1890. | 1900. | 1910. | 1921. | 1931. | 1948. | 1953. | 1961. | 1971. | 1981. | 1991. | 2001. | 2011. | 2021. |